# 435 (szám)
A 435 (római számmal: CDXXXV) egy természetes szám, háromszögszám, az első 29 pozitív egész szám összege; szfenikus szám, a 3, az 5 és a 29 szorzata.

## A szám a matematikában
A tízes számrendszerbeli 435-ös a kettes számrendszerben 110110011, a nyolcas számrendszerben 663, a tizenhatos számrendszerben 1B3 alakban írható fel.
A 435 páratlan szám, összetett szám, azon belül szfenikus szám, kanonikus alakban a 31 · 51 · 291 szorzattal, normálalakban a 4,35 · 102 szorzattal írható fel. Nyolc osztója van a természetes számok halmazán, ezek növekvő sorrendben: 1, 3, 5, 15, 29, 87, 145 és 435.
A 435 négyzete 189 225, köbe 82 312 875, négyzetgyöke 20,85665, köbgyöke 7,57698, reciproka 0,0022989. A 435 egység sugarú kör kerülete 2733,18561 egység, területe 594 467,86988 területegység; a 435 egység sugarú gömb térfogata 344 791 364,5 térfogategység.